# Norra stadsberget
Norra stadsberget är ett kommunalt naturreservat i Sundsvall i Sundsvalls kommun i Västernorrlands län.
Området är naturskyddat sedan 2014 och är 140 hektar stort. Reservatet omfattar berget med detta namn och består av äldre tallar och lövträd och ädelövträd. Inom området återfinns friluftsmuseet Norra berget.